# Leif Larsson
Leif Larsson – szwedzki żużlowiec.
Pomiędzy 1961 a 1966 r. trzykrotnie zakwalifikował się do finałów indywidualnych mistrzostw świata, najlepszy wynik osiągając w 1965 r. w Londynie, gdzie zajął XI miejsce. W 1966 r. zdobył we Wrocławiu brązowy medal drużynowych mistrzostw świata. Dwukrotnie zdobył medale indywidualnych mistrzostw Szwecji: srebrny (Sztokholm 1961) oraz brązowy (Sztokholm 1965).